# Mycomya shawi
Mycomya shawi är en tvåvingeart som beskrevs av Coher 1950. Mycomya shawi ingår i släktet Mycomya och familjen svampmyggor. Inga underarter finns listade i Catalogue of Life.